# José Egas dos Santos Branco
José Egas dos Santos Brancos, conosciuto come Zequinha (Setúbal, 7 gennaio 1987), è un calciatore portoghese, attaccante del Comércio e Indústria.

## Carriera

### Club
Cresciuto calcisticamente nelle giovanili del Vitória Setúbal, viene selezionato dal Porto, ma successivamente scartato. Fa il suo esordio nella prima divisione portoghese il 16 agosto 2009 nella partita tra Olhanense e Naval. Nel 2011 si trasferisce in Grecia, dove gioca per tre stagioni, di cui due in seconda divisione con il Larissa e una in prima divisione con il Panthrakikos. Nel 2014 torna al Vitória Setúbal e resta in Portogallo fino al 2017, anno in cui tenta l'esperienza in Indian Super League, firmando per l'ATK. Dopo solo una stagione trascorsa in India fa nuovamente ritorno per la terza volta al Vitória Setúbal.

### Nazionale
Convocato da tutte le nazionali giovanili del suo paese d'origine, Zequinha ha rappresentato la sua nazionale nel campionato mondiale di calcio Under-20 2007.